# 間好子
間 好子（はざま よしこ、1928年 - 2001年10月12日）は沖縄県出身の俳優、脚本家、演出家。劇団「乙姫劇団」二代目団長。琉球舞踊「玉城流乙姫要乃会」会主。本名：上間好子（うえまよしこ)。

## 略歴
那覇市の辻遊郭で生まれる。1949年、上間郁子による女だけの沖縄芝居の劇団「乙姫劇団」の創立に参加。男役として看板役者となる。
一方で、『男はつらいよ』シリーズや、沖縄出身の高嶺剛監督作など、映画にも出演。
1990年に、上間の死を受けて、二代目団長に就任。晩年まで舞台にたち続けた。
1995年に沖縄県文化功労者。1999年には沖縄県指定無形文化財「琉球歌劇」保持者に認定された。
2001年、多臓器不全のため死去。翌年、自叙伝と関係者の証言をまとめた『永遠の樽金（たるがに）』が刊行された。

## 出演

### 映画
- 月城物語（1958） 監督：大日方伝
- 山原街道（1958） 監督：大日方伝
- 男はつらいよ 寅次郎ハイビスカスの花（1980） 監督：山田洋次
- パラダイスビュー（1985年） 監督：高嶺剛
- ウンタマギルー（1989年） 監督：高嶺剛

## 著書
- 永遠の樽金 おもろ出版 2002